# Большой крест Железного креста
Большой крест Железного креста — самая высокая боевая награда, предназначенная для генералов прусской армии и её союзников. Это был высший класс Железного креста. Наряду с Железным крестом 1-го и 2-го Класса, Большой крест был учрежден 10 марта 1813 во время Наполеоновских войн.

## История
Большой крест Железного креста был учреждён 10 марта 1813 во время Наполеоновских войн. Награждение осуществлялось периодически во время значительных войн. Награждение им было возобновлено в 1870 году во время франко-прусской войны и продолжилось с 1914 года в Первую мировую войну. В 1939 году Адольф Гитлер вернул Железный крест уже как немецкую, а не прусскую награду, и Большой крест был снова восстановлен.
Большой крест Железного креста в два раза превосходил по размеру Железный крест, он крепился к ленте и носился на шее. Более поздняя награда — Рыцарский Железный крест, учрежденный в 1939 году, также носился на шее; он уступал в размерах Большому кресту, но был крупнее, чем Железный крест.

## Награждённые

### Во время Наполеоновских войн (1813—1815)

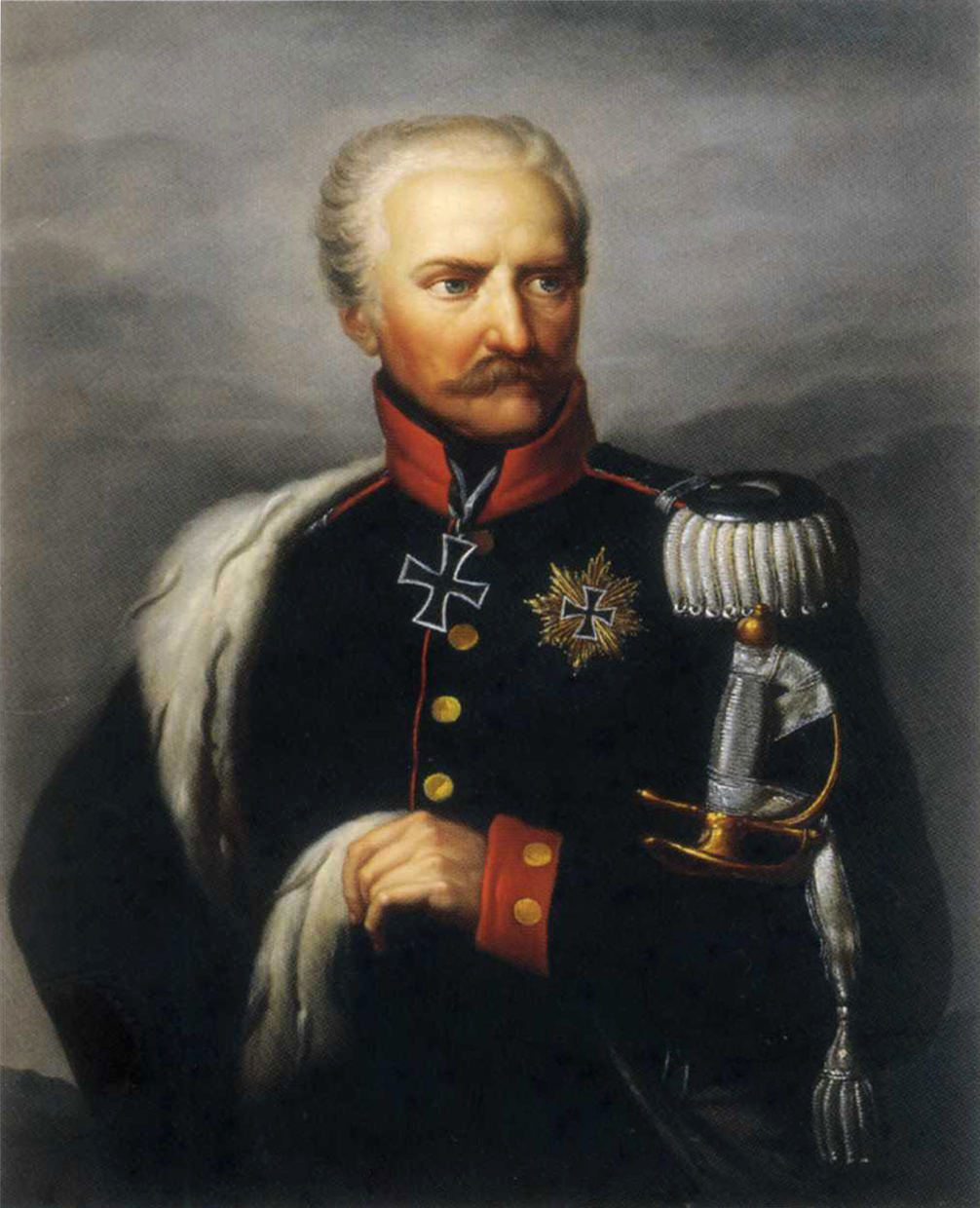
Гебхард Леберехт фон Блюхер со знаком Большого креста на шее и звездой на левой стороне груди

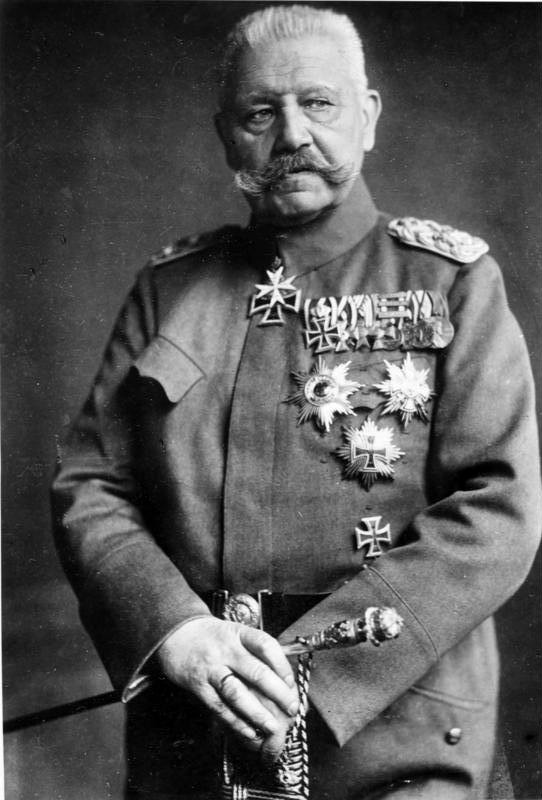
Пауль фон Гинденбург со знаком Большого креста на шее и звездой на левой стороне груди

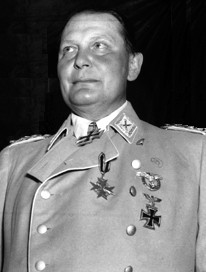
Герман Геринг со знаком Большого креста на шее

Пять человек получили Большой крест Железного креста за действия в течение Наполеоновских войн:
- Блюхер, Гебхард Леберехт (31 августа 1813), командующий прусских сил в сражении при Ватерлоо, позже награждённый Звездой Большого креста Железного креста
- Бюлов, Фридрих Вильгельм (15 сентября 1813)
- Кронпринц Карл Юхан (Жан Батист Бернадот) (осень 1813), ранее маршал Наполеона, после избрания регентом и наследным принцем Швеции присоединился к коалиции против Наполеона
- Тауенцин фон Виттенберг, Богислав Фридрих Эмануэль (26 января 1814)
- Йорк, Иоганн Давид Людвиг (31 марта 1814)

### Во время Франко-прусской войны (1870—1871)
Девять командующих:
- Кронпринц Альберт Саксонский (22 марта 1871), командующий объединённой прусско-саксонской полевой армией
- Август фон Гобен (22 марта 1871)
- Эдвин фон Мантейфель (22 марта 1871)
- Хельмут фон Мольтке Старший (22 марта 1871), начальник Генерального штаба
- Кронпринц Фридрих Вильгельм Прусский (22 марта 1871)
- Принц Фридрих Карл Прусский (22 марта 1871)
- Август фон Вердер (22 марта 1871)
- Король Вильгельм I (16 июня 1871), верховный главнокомандующий прусской армии
- Великий герцог Фридрих Франц II Мекленбург-Шверинский (4 декабря 1871)

### Во время Первой мировой войны (1914—1918)
Железный крест был установлен снова 5 августа 1914. Его получили пять командующих:
- Пауль фон Гинденбург (9 декабря 1916), позже награждённый Звездой Большого креста Железного креста
- Вильгельм II (11 декабря 1916)
- Август фон Макензен (9 января 1917)
- Принц Леопольд Баварский (4 марта 1918)
- Эрих Людендорф (24 марта 1918)

### Во время Второй мировой войны (1939—1945)
Адольф Гитлер восстановил Железный крест как немецкий орден в сентябре 1939, с Большим крестом снова как высшей наградой (выше различных классов Рыцарского креста). Герман Геринг стал единственным кавалером Большого креста Железного креста в течение Второй мировой войны. Незадолго до самоубийства Гитлер лишил Геринга Большого креста в связи с предательством фюрера.

## Знаки ордена

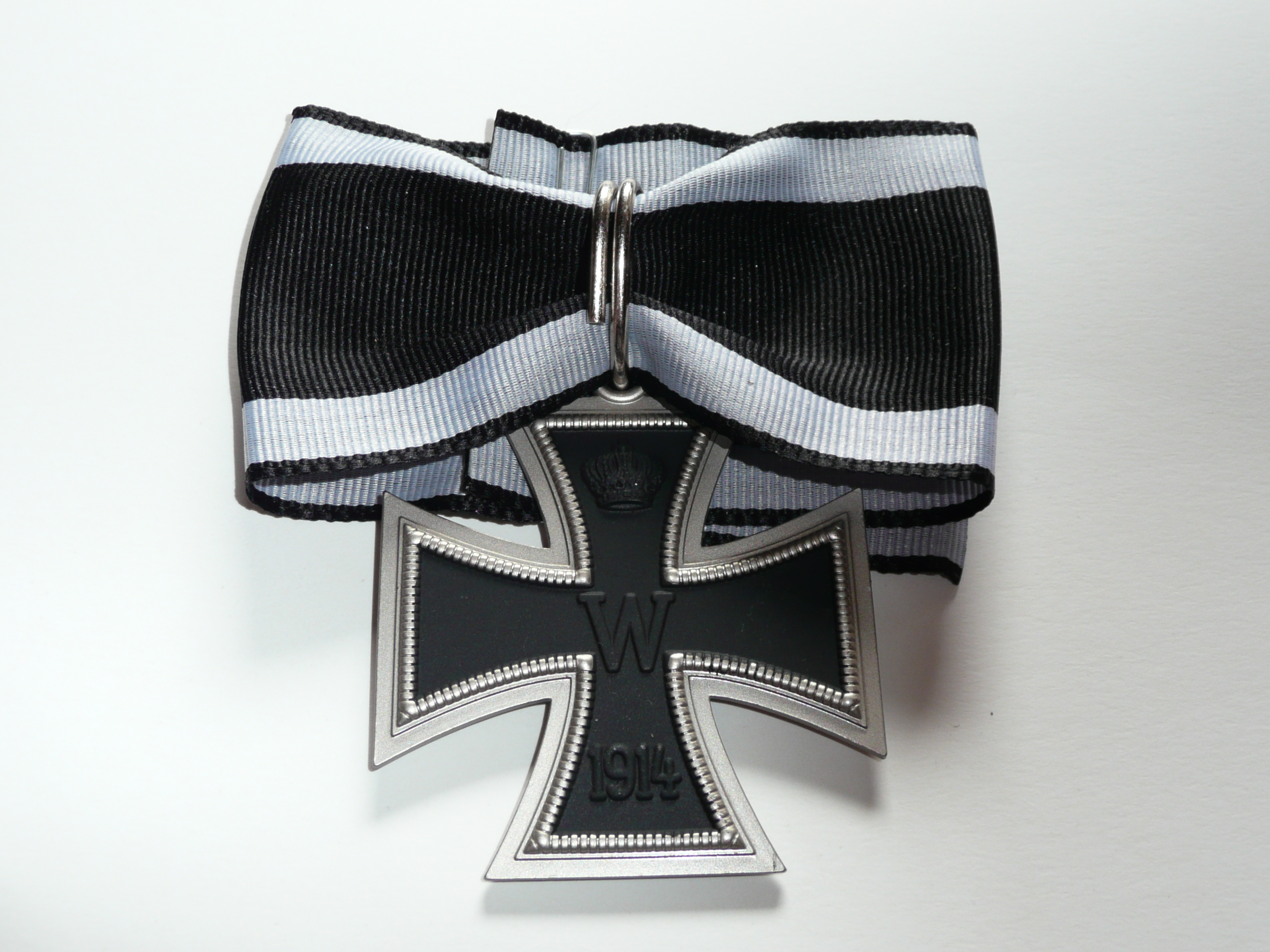
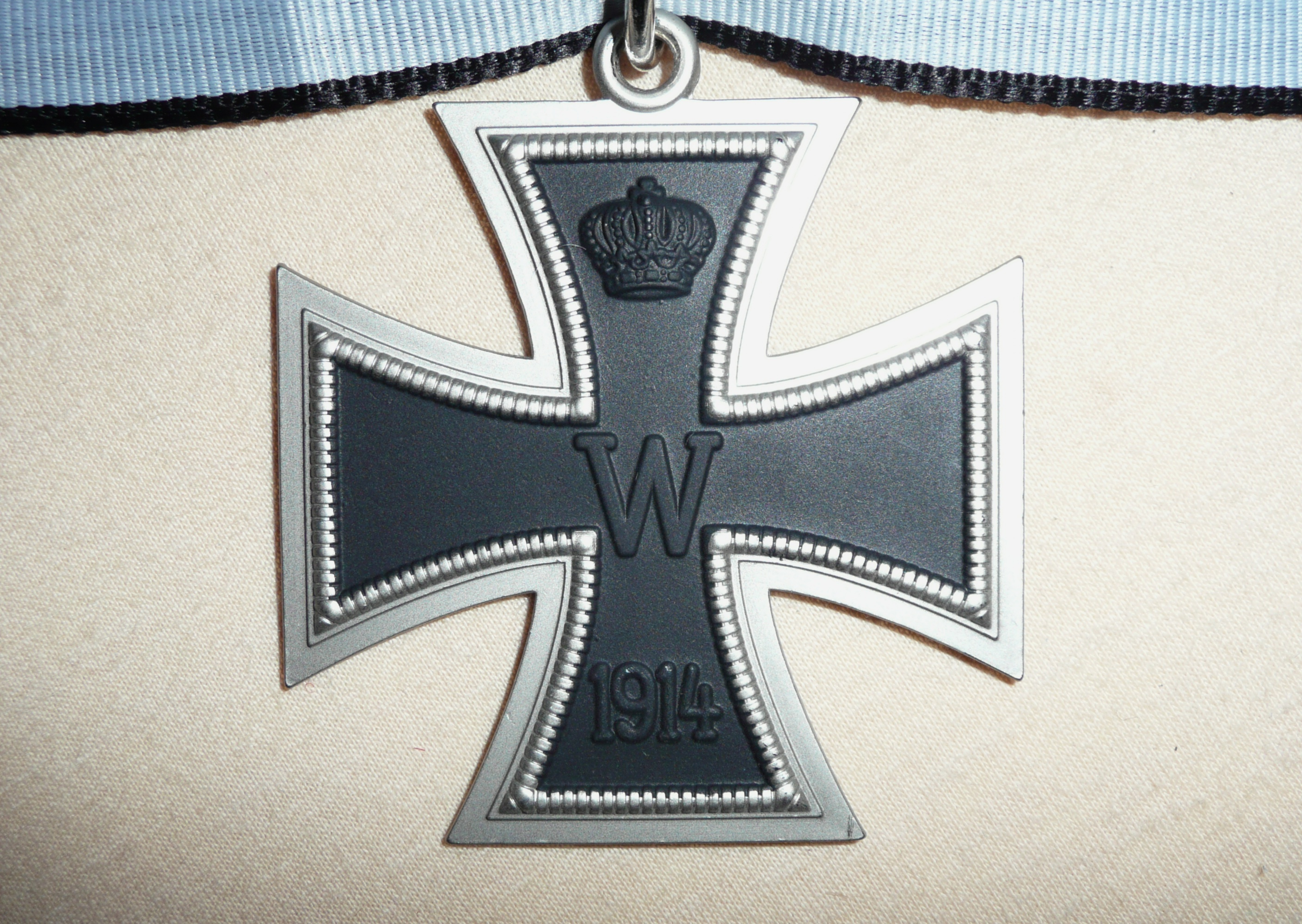